# آسیاب‌آبی چال کل
آسیاب آبی چال کل مربوط به دوره ساسانیان است و در شهرستان پل‌دختر، بخش مرکزی، دهستان جایدر، ۱۰۰ متری جنوب روستای چال کل چوبتراش واقع شده و این اثر در تاریخ ۲۸ اسفند ۱۳۸۵ با شمارهٔ ثبت ۱۸۴۶۰ به‌عنوان یکی از آثار ملی ایران به ثبت رسیده است.